# Anapeste
L’anapeste est un pied composé de deux syllabes brèves suivies d'une syllabe longue et se note ainsi : | ∪ ∪ — |.
Il est l'inverse du dactyle qui est composé d'une longue suivi de deux brèves (d'où son synonyme, « antidactyle »). 
En musique et en scansion poétique, c'est un élément métrique.

## Étymologie
Anapeste, du grec ἀνάπαιστος / anápaistos « frappé à l'envers, renversé », de ἀνα- « en remontant, à rebours » et παίω, « battre, frapper ».

## Définition
Il s’agit d'une cellule rythmique comportant soit deux valeurs brèves suivies d'une valeur longue (| ∪ ∪ — |) soit deux syllabes non accentuées suivies d'une syllabe portant l'accent tonique (ainsi, le mot « anapeste » - [ana'pɛst] - est lui-même un anapeste). L'anapeste est à la base du dimètre anapestique de la métrique antique et du tétramètre anapestique de la métrique syllabo-tonique.
Selon Théophraste, l'harmonie d'une prose élégante et soignée doit avoir de la liberté et de l'abandon. Selon lui, ce fut à partir des mesures qui composent le vers héroïque que se forma l'anapeste, qui a plus d'étendue, et qui donna naissance au dithyrambe, ce genre si libre et si riche, dont les débris se retrouvent, comme le dit encore Théophraste, dans toute composition oratoire abondante et harmonieuse.

## Exemples
- En musique : deux croches + une noire. L'un des exemples les plus célèbres du rythme anapestique est celui du fameux thème ouvrant le premier mouvement de la Quarantième Symphonie de Mozart. Tandis que l'un des exemples les plus célèbres du rythme inverse, le rythme dactylique, est illustré par le fameux thème "funèbre" ouvrant le mouvement lent de la Septième Symphonie de Beethoven (qui est, plus précisément, un rythme spondéo-dactylique, c'est-à-dire composé d'un dactyle uni à un spondée).

- En versification :

Chevalier généreux, qui avez le courage François,
Accourez, accourez secourir l'héritier de vos Rois,
Secourez votre Roy naturel, si vaillant, si guerrier,
À la peine, à la charge, à l'assaut le premier le dernier.
(Sur la bataille d'Ivry, Nicolas Rapin)